# Юдін Віталій Леонтійович
Віталій Леонтійович Юдін (нар. 5 листопада 1946, Кривий Ріг) — радянський і український архітектор.

## Біографія
Народився 5 листопада 1946 року в місті Кривому Розі Дніпропетровської області. 1971 року закінчив архітектурний факультет Київського художнього інституту. Отримав диплом І ступеня Спілки архітекторів СРСР за дипломну роботу «Театр в Ялті на 1500 місць».
З 1971 року працював в Українському ДНДІ проєктування міст «Діпромісто» на посаді конструктора (з 1985 по 2009 рік — головний архітектор проєктів) спеціалізованої архітектурної майстерні з проєктування театрально-видовищних споруд.
У 2011 році працював головним менеджером проєкту реконструкції культурного центру «Мистецький арсенал».

## Роботи
- 1972—1974 — проєкт і будівництво Дніпропетровського театру опери і балету (автор Жежерін Б. П., проєкт головної люстри глядацького залу і інтер'єрів — архітектор Юдін В. Л.)
- 1974—1975 — проєкт і будівництво Кримського музично-драматичного театру в Сімферополі;
- 1973 — проєкт і будівництво пам'ятника партизану Великої Вітчизняної війни — Спиридону Гнатюку (спільно зі скульптором Михайлевич В. В.);
- 1973—1974 — проєкт меморіального комплексу героям Великої Вітчизняної війни в Чернігові. Скульптор — Бородай В. З.;
- 1975 — проєкт і реалізація декоративно-художньої композиції «Театральні маски» для Сімферопольського театру. Художники — Зарецький В. І., Михайлевич В. В.;
- 1975 — проєкт і реалізація інтер'єрів Київського інституту культури імені О. Є. Корнійчука, головний архітектор проєкту Непомнящий Ю. С.;
- 1977—1982 — проєкт і будівництво виробничо-оформлювального комбінату ВДНГ УРСР, спільно з архітектором Занько Г. Д.;
- 1970—1978 — проєкт і будівництво Закарпатського обласного українського музично-драматичного театру в Ужгороді. Керівник авторського колективу — Жежерін Б. П., головний архітектор проєкту Авзаметдінова С. Ю.;
- 1978—1980 — проєкт Будинку урядових прийомів в Національному Експоцентрі України (ВДНГ УРСР), автори: головний архітектор проєкту Жежерін Б. П., архітектор Юдін В. Л.;
- 1978 — проєкт і реалізація декоративно-художньої композиції «Лісова пісня» для музею театру імені Лесі Українки в Києві, скульптор Михайлевич В. В.;
- 1979 — конкурсний проєкт кінотетру «Арсеналец», автор проєкту;
- 1980 — реконструкція клубу Метробуду під молодіжний театр, автор проєкту;
- 1981—1982 — конкурсні проєкти планування і забудови Івано-Франківська, Коломиї, автори проєкту: архітектори Кіскін І. Х., Черненко В. Б., Юдін В. Л.;
- 1983 — реконструкція кінотеатру «Космос» під Київський академічний театр драми і комедії на лівому березі Дніпра, автор проєкту;
- 1974—1987 — реконструкція та реставрація архітектурного комплексу Театру опери та балету імені Т. Г. Шевченка. Керівник авторського колективу — Жежерін Б. П., головний архітектор проєкту Юдін В. Л.;
- 1986 — проєкт і реалізація концертного органу на 58 голосів для театру опери та балету України, спільно з інженером фірми Rieger-Kloss Зденеком Светликом, автор проєкту;
- 1988 — проєкт дитячої спортивної школи в Ужгороді, автор проєкту;
- 1989—1990 — проєкт видовищно-спортивного комплексу на 5000 глядачів в Кривому Розі, автор проєкту;
- 1989—1990 — проєкт Луганського академічного українського музично-драматичний театру. Головний архітектор проєкту Юдін В. Л., архітектори: Моментович В. А., Малишева Н. Н.;
- 1989—1990 — проєкт меморіального комплексу загиблим у Великій Вітчизняній війні в Дербенті (Дагестан), автори: головний архітектор проєкту Юдін В. Л., архітектор Курято А. В., скульптор Проскуров В.;
- 1989 — проєкт Київського академічного театру юного глядача на Липках у Києві, автор проєкту;
- 1990 — проєкт театру малих форм на вулиці Сагайдачного в Києві, автор проєкту;
- 1991 — проєкт бізнес-центру на території ВДНГ УРСР спільно з архітектором Робертом Канфером (Австрія);
- 1993 — реконструкція залу для глядачів культурного центру «Український дім»;
- 1993 — проєкт реконструкції Національного академічного театру російської драми імені Лесі Українки (Київ). Архітектори Курято А. В., Юдін П. В.;
- 1993—2012 — проєкт і будівництво Київського державного театру на Подолі по вулиці Андріївський узвіз, керівник авторського колективу Юдін В. Л., в складі авторського колективу — архітектор Прощенко А. А.. Головний конструктор Биков Е. М., інженери: Криць В. Я., Лук'янчук А. Т.;
- 1997—2005 — проєкт і будівництво Київського державного академічного театру ляльок. Автори проєкту: архітектори Юдін В. Л., Юдіна О. В. Головний конструктор Биков Е. М., інженери: Криць В. Я., Лук'янчук А. Т.;
- 2008—2009 — проєкт культурно-освітнього центру «Замок Чагарі» в селі Чагарі (Тернопільська область) .Співавтор — архітектор Прощенко А. А.;
- 2008—2009 — проєкт реконструкції Кримського академічного українського музичного театру (Сімферополь);
- 2012 — розробка проєкту ресторанного комплексу в Ялті на вулиці Леніна; автор проєкту, архітектори Юдін П. В., Коровіна А. В.;
- 2012 — розробка проєкту ресторанного комплексу на мисі Сарич, автор проєкту;
- 2009—2012 — проєкт і будівництво творчої майстерні на мисі Виноградний (Севастополь).

## Відзнаки
- Лауреат Державної премії УРСР імені Т. Г. Шевченка (за 1978 рік; разом з С. Ю. Афзаметдіновою (архітектором) та Е. М. Биковим (головним конструктором проєкту) за Кримський обласний український музично-драматичний театр у Сімферополі[2];
- Державна премія УРСР у галузі архітектури (1990; за проєкт реконструкції Театру опери і балету України)[1];
- Заслужений архітектор України (за проєкт і здійснення авторського нагляду Київського державного академічного театру ляльок[1]. Указ Президента України № 253 від 23 березня 2006 року[3]).